# Crkva sv. Mihovila u Donjem Muću
Crkva sv. Mihovila u selu Muću Donjem, rimokatolička crkva, zaštićeno kulturno dobro

## Opis dobra
Vrijeme nastanka: 14. st. do 15. st. U zaselku Granići (Kmeti) u Donjem Muću očuvani su do pod krov zidovi crkve sv. Mihovila koja u nekim svojim elementima ukazuje na gotički građevinski stil. Kao veoma staru građevinu navodi je u svojoj vizitaciji biskupskih posjeda 1709. godine splitski nadbiskup Cupilli, koji je uistinu nalazi razrušenu, ali s još uvijek očuvanim zidovima, dijelom svoda i kapitelima. Nakon njegove posjete crkva je obnovljena i o njoj je brinula obitelj Cambi. Crkva sv. Mihovila ima visok stupanj izvorne očuvanosti te je jedna od starijih sakralnih građevina na području Dalmatinske Zagore.

## Zaštita
Pod oznakom P-4884 zavedena je kao nepokretno kulturno dobro — pojedinačno, pravna statusa preventivno zaštićena kulturnog dobra, klasificirano kao "sakralna graditeljska baština".